# Samsung Galaxy J1 Nxt
O Samsung Galaxy J1 Nxt (também chamado J1 mini) é um smartphone Android desenvolvido pela Samsung Electronics e lançado em fevereiro de 2016.

## Especificações

### Hardware
O J1 Nxt tem um SoC Spreadtrum SC9830 composto por uma CPU ARM Cortex-A7 quad-core de 1,2 GHz e uma GPU Mali-400MP2. Tem 768 MB (J1 mini) ou 1 GB (J1 Nxt) de RAM e 8 GB de armazenamento interno. Pode ser inserido um cartão microSD de até 128 GB adicionais. A resolução da câmara traseira é de 5 MP e tem uma lanterna LED. A resolução de vídeo é de 720p a 30fps.

### Software
O J1 Nxt executa o Android 5.1.1 “Lollipop” e a interface de utilizador TouchWiz da Samsung.